# Aaron Ashmore
Aaron Richard Ashmore (ur. 7 października 1979 w Richmond) – kanadyjski aktor filmowy i telewizyjny.

## Życiorys

### Wczesne lata życia
Urodził się minutę przed swoim bliźniakiem Shawnem Robertem w Richmond w Kolumbii Brytyjskiej jako syn Lindy, gospodyni domowej, i Ricka Ashmore’a, kierownika produkcji. Kiedy bliźniacy mieli 10 lat ich matka była częścią klubu o nazwie „Stowarzyszenie wielu porodów”, grupy wsparcia „The Multiple Rugrats” w Albercie w Kanadzie, gdzie zostali szybko odkryci przez agenta talentów. Uczęszczał do Turner Fenton Secondary School. Aaron i Shawn byli członkami punkrockowego zespołu Pre-Occupied i zagrali bliźniaków w kilku produkcjach telewizyjnych.

### Kariera
Aaron Ashmore jest znany z roli Marca Halla w filmie Prom Queen: The Marc Hall Story. Od tamtego czasu pojawił się w filmach: Safe, Czas wojny i pokoju i Historia pewnego misia. Gościnnie pojawił się w serialach telewizyjnych: Jedenasta godzina, Prezydencki poker i Poszukiwani. Ashmore ostatnio zagrał Troya Vandegraffa w serialu produkcji Warner Bros. Weronika Mars.
Zagrał Jimmy’ego Olsena w 6 sezonie Tajemnic Smallville i gra go do 8 sezonu. Przypadkowo jego przyjaciel Sam Huntington zagrał Olsena w Superman: Powrót i obaj ukazali się w Weronice Mars. Brat Aarona pojawił się we wcześniejszym sezonie Tajemnic Smallville. Ashmore w 2007 roku zagrał w filmach: Palo Alto, Privileged, Kamienny anioł i Thomas Kinkade's Home for Christmas. Aaron obecnie kręci Wyspę strachu, horror z Haylie Duff w Vancouver.

### Znaki szczególne
Zarówno on jak i jego brat mają tatuaż na przegubach GMA (Good Man Ashmore), który oznacza Dobry Człowiek Ashmore. Ich dziadek miał podobny tatuaż. Aaron ma również tatuaż na prawym ramieniu przedstawiający buźkę.

## Filmografia
| Rok               | Tytuł                                                                  | Rola                    | Inne                                                      |
| ----------------- | ---------------------------------------------------------------------- | ----------------------- | --------------------------------------------------------- |
| 1991              | Poślubieni (Married to it)                                             | Uczeń na wykładzie      |                                                           |
| 1993              | Rażące wykroczenie (Gross Misconduct)                                  | młody Byron Spencer     | TV film                                                   |
| 1993              | Czy boisz się ciemności?                                               | Billy                   | TV serial The Tale of the Thirteenth Floor                |
| 1996              | Na południe                                                            | Nastolatek              | TV serial Juliet is Bleeding                              |
| 1999              | Animorphs                                                              | Ax                      | TV serial                                                 |
| 1999              | Uciec przed samym sobą (Crime in Connecticut: The Story of Alex Kelly) | Luke Lawson             | TV film                                                   |
| 1999              | List miłosny (Love Letters)                                            | Bob Bartram             | TV film                                                   |
| 2000              | Powrót na samotne ugory (Run the Wild Fields)                          | Charlie Upshall         | TV film                                                   |
| 2000              | Sławny Jett Jackson                                                    | Robert                  | TV serial Something to Prove                              |
| 2000              | Czy boisz się ciemności?                                               | Jake                    | TV serial The Tale of the Lunar Locusts Second appearance |
| 2000              | Nikita                                                                 | Neil Hudson             | TV serial Time to Be Heroes                               |
| 2000              | Życie do poprawki (Twice in a Lifetime)                                | Paul                    | TV serial Grandma's Shoes                                 |
| 2001              | Winda (Blackout)                                                       | Drugi Syn               | TV film                                                   |
| 2001              | The Familiar Stranger                                                  | Chris Welsh             | TV film                                                   |
| 2001              | Witamy w naszej dzielnicy                                              | Bobby Christianson      | Independet film                                           |
| 2001              | Umrzeć dla tańca (Dying to Dance)                                      | Jason                   | TV film                                                   |
| 2001              | Treed Murray                                                           | Dwayne                  |                                                           |
| 2001              | Oblicza zbrodni (Blue Murder)                                          |                         | TV serial Baby Point                                      |
| 2002              | Sekta 2                                                                | Matt „Hutch” Hutchinson |                                                           |
| 2002              | Emilka ze Srebrnego Nowiu (serial telewizyjny)                         | Harrison Bowles         | TV serial A Fall from Grace                               |
| 2002              | Talizman sczęscia (Charms for the Easy Life)                           | Ted                     | TV film                                                   |
| 2002              | Wyrok (Conviction)                                                     | Whiff                   | TV film                                                   |
| 2002              | Świąteczny gość (A Christmas Visitor)                                  | John Boyajian           | TV film                                                   |
| 2002              | Jedenasta godzina (The Eleventh Hour)                                  | Taz Thomas              | TV serial Tree Hugger                                     |
| 2003              | Akta z Pentagonu (The Pentagon Papers)                                 | Randy Kehler            | TV film                                                   |
| 2004              | Bracia (My Brother's Keeper)                                           | Eric/Lou Woods          |                                                           |
| 2004              | Droga do kariery (Brave New Girl)                                      | Tyler                   | TV film                                                   |
| 2004              | Prom Queen: The Marc Hall Story                                        | Marc Hall               | TV film                                                   |
| 2004              | Safe                                                                   | Bobby                   |                                                           |
| 2004              | Czas wojny i pokoju (A Separate Peace)                                 | Chad                    | TV film                                                   |
| 2004              | Niedźwiedź zwany Winnie (A Bear Named Winnie)                          | Kapral Randy Taylor     | TV film                                                   |
| 2005              | Jedenasta godzina (The Eleventh Hour)                                  | Trevor Gordon           | TV serial Kettle Black Drugie wystąpienie                 |
| 2005              | Prezydencki poker                                                      | Trevor                  | TV serial 2 epizody                                       |
| 2005 – 2006       | Poszukiwani                                                            | Colin McNeil            | TV serial 15 epizodów                                     |
| 2004 – 2006       | Weronika Mars                                                          | Troy Vandegraff         | TV serial 5 epizodów                                      |
| 2007              | Palo Alto                                                              | Alec                    | Independent film                                          |
| 2007              | Kamienny anioł (The Stone Angel)                                       | Matt                    |                                                           |
| 2008              | Thomas Kinkade's Home for Christmas                                    | Pat Kinkade             | Direct-to-video film                                      |
| 2008              | Straszna wyspa (Fear Island)                                           | Mark                    |                                                           |
| 2006 – 2009, 2011 | Tajemnice Smallville                                                   | Jimmy Olsen             | TV serial 52 epizody                                      |
| 2009              | The Thaw                                                               | Atom                    |                                                           |